# Sven-Ivar Seldinger
Sven-Ivar Seldinger (ur. 19 kwietnia 1921 r. w Dalecarlia, zm. 21 lutego 1998 r.) – szwedzki radiolog. Jest twórcą tzw. metody Seldingera, procedury uzyskania bezpiecznego, dużego dostępu do naczynia krwionośnego, która zrewolucjonizowała angiografię. 